# Filmfestivalen i Cannes
Filmfestivalen i Cannes (fransk: le Festival international du film de Cannes eller kort le Festival de Cannes) er verdens mest prestigefyldte filmfestival og blev afholdt for første gang 20. september til 5. oktober 1946 i feriebyen Cannes, i Sydfrankrig. Siden er festivalen blevet holdt hvert år i maj, med undtagelse af enkelte år. 
Cannes-filmfestivalens mest prestigefyldte pris er Den Gyldne Palme ("Palme d'Or"), der gives til den bedste film. Det hænder dog, at juryen vælger at give prisen til flere film samtidig. Den næstfineste pris på festivalen er juryens "Grand Prix". Derudover uddeles priser til bedste instruktør, bedste mandlige og kvindelige skuespiller samt Juryens Specialpris og prisen "Caméra d'Or" til bedste debutfilm. Festivalens jury skifter fra år til år og består af en udvalgt gruppe filmfolk (skuespillere og instruktører) fra forskellige lande. 
Festivalen omtales altid massivt i medierne og tiltrækker mange filmstjerner og starletter og er et populært sted for filmproducenter, der vil lancere og sælge deres film til de mange distributionsselskaber, der møder op fra hele verden.

## Priser

### Spillefilm
- Den Gyldne Palme (Palme d'Or).
- Grand Prix.
- Prix de la mise en scène.
- Prix du Jury.
- Caméra d'Or.
- Prix du scénario.
- Prix d'interprétation féminine du Festival de Cannes.
- Prix d'interprétation masculine du Festival de Cannes.
- Prix un certain regard.

### Kortfilm
- Palme d'Or du Festival de Cannes – court métrage.
- Prix du Jury – court métrage.

## Cannes portrætteret på film
- Evening in Byzantium (1978). Filmfestivalen overtages af terrorister. Instrueret af Jerry London. Medvirkende: Glenn Ford og Eddie Albert. Baseret på en roman af Irwin Shaw.
- Almost Perfect Affair (1979). En romantisk komedie, der foregår i løbet af filmfestivalen i Cannes og handler om en affære mellem en filminstruktør og producerens kone. Medvirkende: Keith Carradine.
- The Last Horror Film (1982). Horrorfilm instrueret af David Winters, med Caroline Munro som en filmstjerne, der forfølges af en gal fan fra New York til filmfestivalen i Cannes.
- La Cité de la peur (1994). Komedie instrueret af Alain Berberian. Medvirkende: Alain Chabat, Chantal Lauby, Gérard Darmon.
- Grosse Fatigue (1994). Komedie.
- Festival in Cannes (2001). Farce om underholdningsindustrien og filmskabernes forsøg på at få handler i hus under filmfestivalen. Instrueret af Henry Jaglom. Medvirkende: Greta Scacchi, Maximilian Schell og Ron Silver.
- Femme Fatale (2002). Efter et risikabelt, men succesfuldt kup under filmfestivalen, forråder Laure sine medsammensvorne og prøver at forsvinde ved at antage en død kvindes identitet. Instrueret af Brian De Palma. Medvirkende: Rebecca Romijn og Antonio Banderas.

## Artikler om festivalen
- Monika Tunbäck-Hanson: Film, festival og forretninger (Pressens årbog, 1991).
- Peter Emil Refn: Syndens engle i Englebugten (Jyllands-Posten, 8.6.1993).
- Nicolas Barbano: Cannes er Cannes (Film & Tv Guiden nr. 23, 1995).
- Nicolas Barbano: Du bliver bombet med oplevelser! (Rapport Piger nr. 2, 1995).
- Henrik List: Den gule klat (Berlingske Tidende, 17.5.1997).
- Helle Hellmann: To uger i drømmeland (Politiken, 10.5.1997).
- Morten Piil: Cannes kan det meste (Information, 9.5.1997).
- Bo Green Jensen: Der var engang i Cannes (Weekendavisen, 2.5.1997).
- Nicolas Barbano: Sex i Cannes (Cupido nr. 8, 2002).
- Ebbe Iversen: Dengang jeg fik Travolta til at bryde i gråd (Berlingske Tidende, 16.5.2004).
- Morten Piil: Myten er en vigtig brik (Information, 19.5.2006).
- Chr. Braad Thomsen: Fra triumf til eksil – den ny bølge og Cannes-festivalen (Kosmorama nr. 243, 2009).